# Brinco-de-princesa
O brinco-de-princesa é uma espécie híbrida obtida a partir de espécies sul americanas de fúcsias, principalmente Fuchsia corymbiflora Ruiz. & Pav., Fuchsia fulgens Moc. & Ses. e Fuchsia magellanica Lam.
Nome científico: Fuchsia sp
Família: Onagracee.
Só na América do Sul existem mais de 200 espécies diferentes de brinco-de-princesa, também conhecida ainda como fúcsia, agrado e lágrima.
Flor símbolo do Rio Grande do Sul, é uma planta que faz um enorme sucesso internacional. Possui muitas variedades, sendo que tanto pétalas, quanto sépalas podem ser de cores e de formas diferentes. As cores mais comuns são vermelho, rosa, azul, violeta e branco, com diversas combinações, sem mesclas. Despontam praticamente o ano todo e atraem beija-flores como polinizadores.
A ramagem é pendente, mas pode haver variações, com plantas mais eretas e outras mais pendentes. Deve ser cultivada preferencialmente sob meia-sombra, algumas espécies apreciam sol pleno.
Sua propagação se dá através de sementes ou por estaquia da ponta de seus ramos.
Embora possua uma variedade grande, há um traço comum entre todas elas: apreciam sobremaneira o frio. Portanto, são mais comuns em lugares de clima ameno. Facilmente encontrada nas regiões mais altas do Rio Grande do Sul, em meio à Mata Atlântica.
A  propagação pode ser tanto por sementes quanto por estacas. Uma curiosidade sobre a origem de seu nome científico. Fuchsia deriva do sobrenome do médico e botânico alemão, Leonhart Fuchs, nascido em Wemding (1501/ 1566).